# Адамстаун (Піткерн)

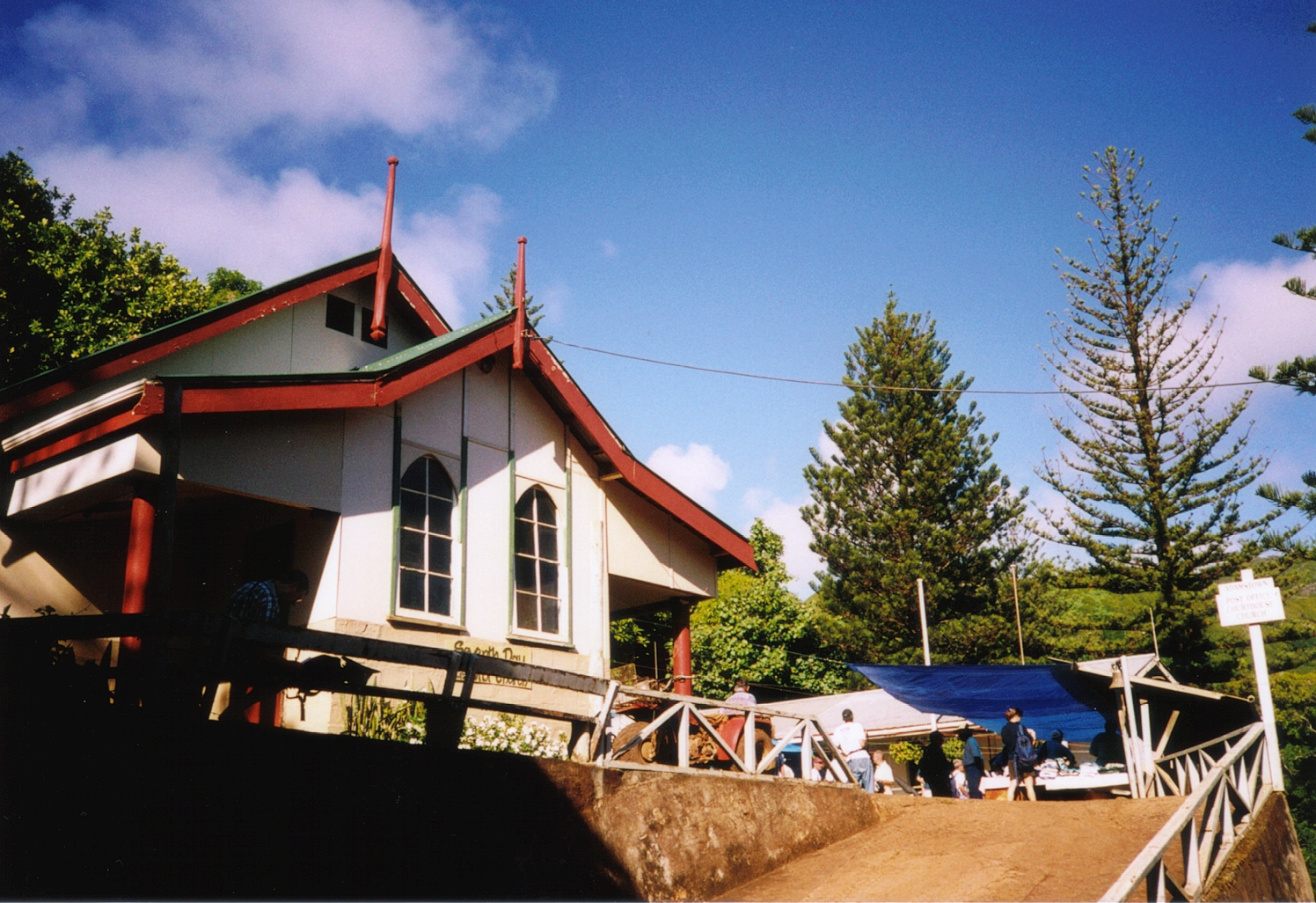
Церква в Адамстауні

Адамстаун — єдине поселення і столиця островів Піткерн. Населення — близько 50 чоловік.

## Історія
Місто названо на честь Джона Адамса, члена бунтівного екіпажу корабля «Баунті», що прибув сюди в 1789 році разом з вісьмома іншими членами команди, шістьма таїтянцями та одинадцятьма таїтянками, шукаючи прихистку від Королівського флоту Великої Британської імперії. Розташування острова Піткерн було позначено на навігаційних картах з помилкою.
Сімнадцять років по тому американське судно «Топаз» досягло берегів Піткерна та знайшло живим лише одного заколотника, Джона Адамса. П'ятьох бунтівників, включаючи ватажка Флетчера Крістіана, вбили таїтянці на острові Піткерн, один помер внаслідок запою, один був убитий двома іншими після того, як напав на них; інший помер з природних причин. З одинадцяти таїтянок двоє загинули під час збору яєць на кручі.
Таїтянка Маіміті пережила свого чоловіка Флетчера Крістіана, їх син Четвер Жовтень Крістіан (Thursday October Christian) та його нащадки досі носять його ім'я.
У 1825 році Джон Адамс отримав амністію від уряду Великої Британії.
30 листопада 1838 року Острови Піткерн увійшли до складу Британської імперії.

## Загальні відомості
В Адамстауні у 2012 році проживало 54 особи — все населення островів Піткерн, із них 45 місцевих жителів і 9 зарубіжних фахівців, які тимчасово проживають на острові. Це поселення вважають найменшою столицею світу.

## Клімат
Місто знаходиться у зоні, котра характеризується вологим тропічним кліматом. Найтепліший місяць — січень із середньою температурою 22.8 °C (73 °F). Найхолодніший місяць — серпень, із середньою температурою 17.8 °С (64 °F).
| Клімат Адамстауна       | Клімат Адамстауна | Клімат Адамстауна | Клімат Адамстауна | Клімат Адамстауна | Клімат Адамстауна | Клімат Адамстауна | Клімат Адамстауна | Клімат Адамстауна | Клімат Адамстауна | Клімат Адамстауна | Клімат Адамстауна | Клімат Адамстауна | Клімат Адамстауна |
| Показник                | Січ.              | Лют.              | Бер.              | Квіт.             | Трав.             | Черв.             | Лип.              | Серп.             | Вер.              | Жовт.             | Лист.             | Груд.             | Рік               |
| Абсолютний максимум, °C | 31,7              | 32,4              | 33,3              | 30,7              | 29,1              | 31,3              | 26,7              | 26,7              | 25,7              | 27,2              | 27,6              | 29,3              | 33,3              |
| Середній максимум, °C   | 25,7              | 26,2              | 25,9              | 24,4              | 22,8              | 21,6              | 21                | 20,6              | 21,1              | 22,1              | 23                | 24,4              | 23,2              |
| Середня температура, °C | 23                | 23                | 23                | 22                | 20                | 19                | 19                | 17,8              | 18                | 19                | 20                | 22                | 20                |
| Середній мінімум, °C    | 20,6              | 21                | 20,8              | 19,8              | 18,7              | 17,5              | 16,8              | 16                | 16,4              | 17,2              | 18,2              | 19,5              | 18,5              |
| Норма опадів, мм        | 121               | 140               | 119               | 133               | 131               | 154               | 150               | 125               | 138               | 137               | 122               | 163               | 1633              |
| Днів з дощем            | 12,1              | 9,3               | 15                | 16                | 13                | 15                | 15                | 13                | 10,9              | 9                 | 9,9               | 11,4              | 149,6             |
| ----------------------- | ----------------- | ----------------- | ----------------- | ----------------- | ----------------- | ----------------- | ----------------- | ----------------- | ----------------- | ----------------- | ----------------- | ----------------- | ----------------- |
| Джерело: Weatherbase    |                   |                   |                   |                   |                   |                   |                   |                   |                   |                   |                   |                   |                   |

## Відомі люди
- Джон Адамс (1767–1829) — англійський матрос, учасник заколоту на кораблі «Баунті».
- Флетчер Крістіан — керівник заколоту на кораблі «Баунті».
- Терсді Октобер Крістіан (1790–1831) — син Флетчера Крістіана.